# Corvette C2

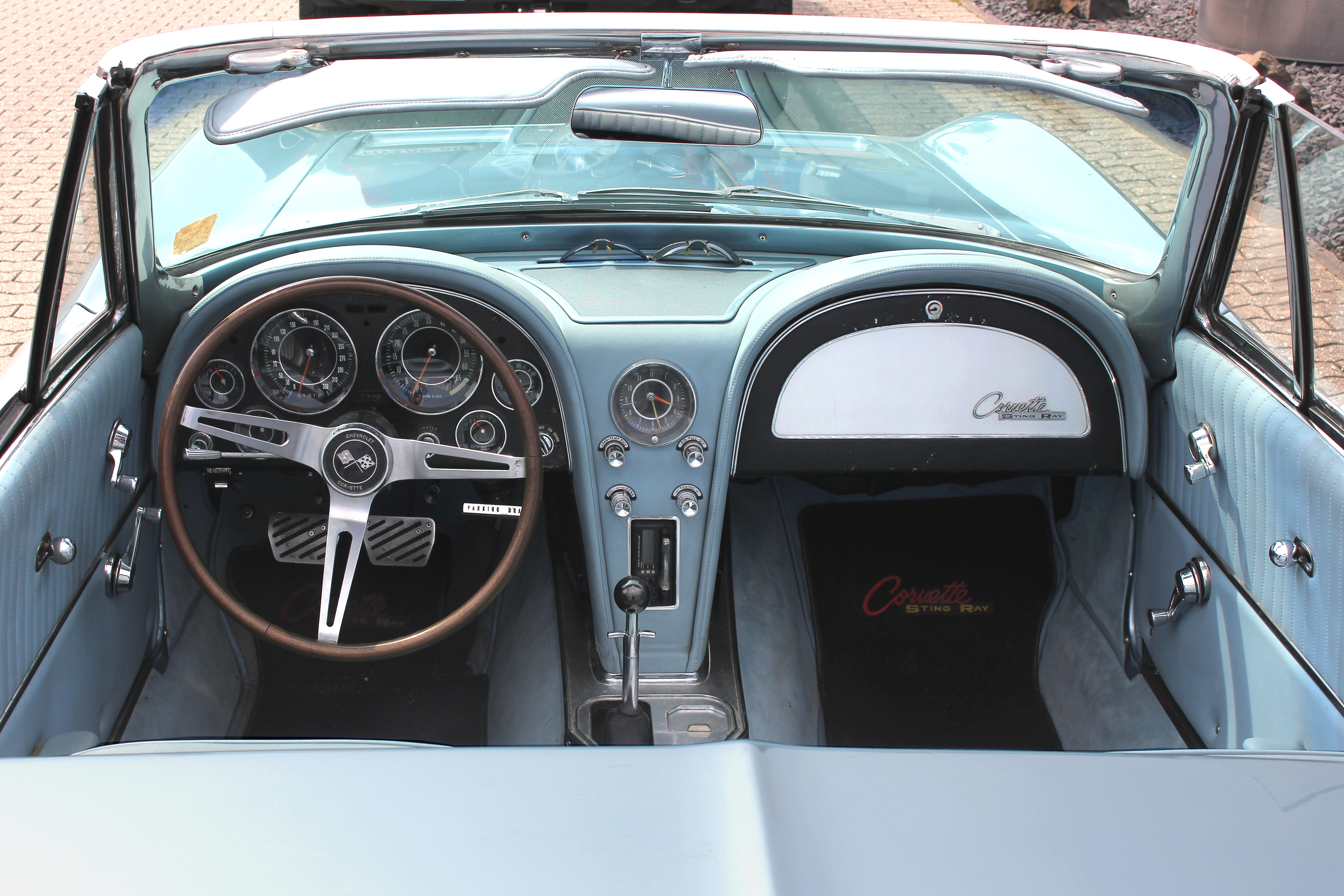
Cockpit

Die Chevrolet Corvette C2 wurde im Sommer 1962 als zweite Generation der Corvette unter dem Namen Sting Ray vorgestellt. Der Begriff „Sting Ray“ bezeichnet in der englischen Sprache den Stechrochen. Anders als beim Nachfolger Corvette C3 wurde die Bezeichnung noch mit Leerzeichen geschrieben. Zum ersten Mal gab es die Corvette außer dem Cabrio auch als Coupé. Die später legendären „Big Block“-V8-Motoren erschienen erstmals 1965; anfangs mit 6,5 Litern und ab 1966 mit sogar 7,0 Litern Hubraum. Diese Motoren wiesen ein enormes Drehmoment auf und wurden erst vom Nachfolger, der Corvette C3, übertroffen.

## Geschichte
Neu waren auch die Drehscheinwerfer, die in späteren Ausführungen als Klappscheinwerfer regelmäßig wiederkehren sollten und erst im Jahr 2005 mit der Corvette C6 wieder verschwanden. Die C2 war ebenfalls die erste Corvette ohne starre Hinterachse; hier kam erstmals eine Einzelradaufhängung zum Einsatz. Klimaanlage und Ledersitze waren neue aufpreispflichtige Optionen.
Im März 1964 gewann eine Corvette C2 in der GT-Kategorie beim „12 Hours of Sebring Race“. Roger Penske setzte seinen Siegeszug auf den Bahamas fort und ging im Dezember mit Jim Halls Grand Sport Corvette in Nassau vor einer starken Cobra-Konkurrenz als erster durchs Ziel.
Im Februar 1966 gewann Roger Penskes 1966er Corvette mit einer 5,4-Liter (327-in3) Maschine das „Daytona Continental Endurance Race“ in der GT-Klasse ebenso wie im März das 12-Stunden-Rennen von Sebring.
Gebaut wurde die Corvette C2 Sting Ray vom September 1962 bis zum Juli 1967. Es wurden insgesamt 117.964 Stück hergestellt, darunter 45.546 Coupés. Die Sting Ray war eine von Bill Mitchells besten Arbeiten. Überraschend war daher, dass diese Ausführung nur bis 1967 Bestand hatte. Bereits im Herbst 1967 erschien mit der Corvette C3 der Nachfolger. Die Preise der Basisausführung begannen bei 1963 bei USD 4037 für das Cabriolet und 4257 für das Fastback-Coupé. 1967 kostete das Basiscabriolet USD 4141und das Coupé 4353.

## Karosserie
Der Legende nach kam GM-Chefdesigner Bill Mitchell beim Hochseefischen die Idee, die Körperform eines Hais auf das Design eines Autos zu übertragen. Das Konzeptauto Shark – später Mako Shark I genannt – ähnelt dem Raubfisch mit seinem maulähnlichen Grill, den kiemenartigen seitlichen Einlässen und dem Farbverlauf von Blau/Grau an der Oberseite nach Silber/Weiß. Dieses erstmals 1961 auf der Rennstrecke Road America in Elkhart Lake/Wisconsin präsentierte Showcar nahm zusammen mit dem modifizierten Rennauto Corvette Stingray Racer (1959) viele stilistische Merkmale der zweiten Corvette-Generation vorweg. Der Ausdruck „Mako Shark“ bezeichnet im Englischen einen Mako-Hai. „Stingray“ bezeichnet hingegen einen Stechrochen.
Larry Shinoda (US-Bürger mit japanischen Wurzeln) entwarf unter GM-Designchef Bill Mitchell die Sting-Ray-Generation, die zwischen 1963 und 1967 gebaut wurde. Exemplare der C2 mit dem ab 1965 lieferbaren „Big Block“-Aggregat sind durch die auffällige Hutze auf der Motorhaube zu erkennen. Der sogenannte „L78“-Motor benötigte mehr Platz und machte deshalb eine Ausbuchtung in der speziellen Motorhaube nötig. Zunächst betrug der Hubraum des potenten Achtzylinders 6,5 Liter (396 in3), ab 1966 waren es dann 7,0 Liter (427 in3). Coupé und Cabrio wurden anfangs in gleicher Stückzahl produziert, doch das Cabrio wurde schnell zur beliebteren Version. Bill Mitchell und Larry Shinoda konstruierten die Karosserie der C2 neu und orientierten sich dabei an einem Einzelstück, dem Rennwagen „Stingray“ von 1958.

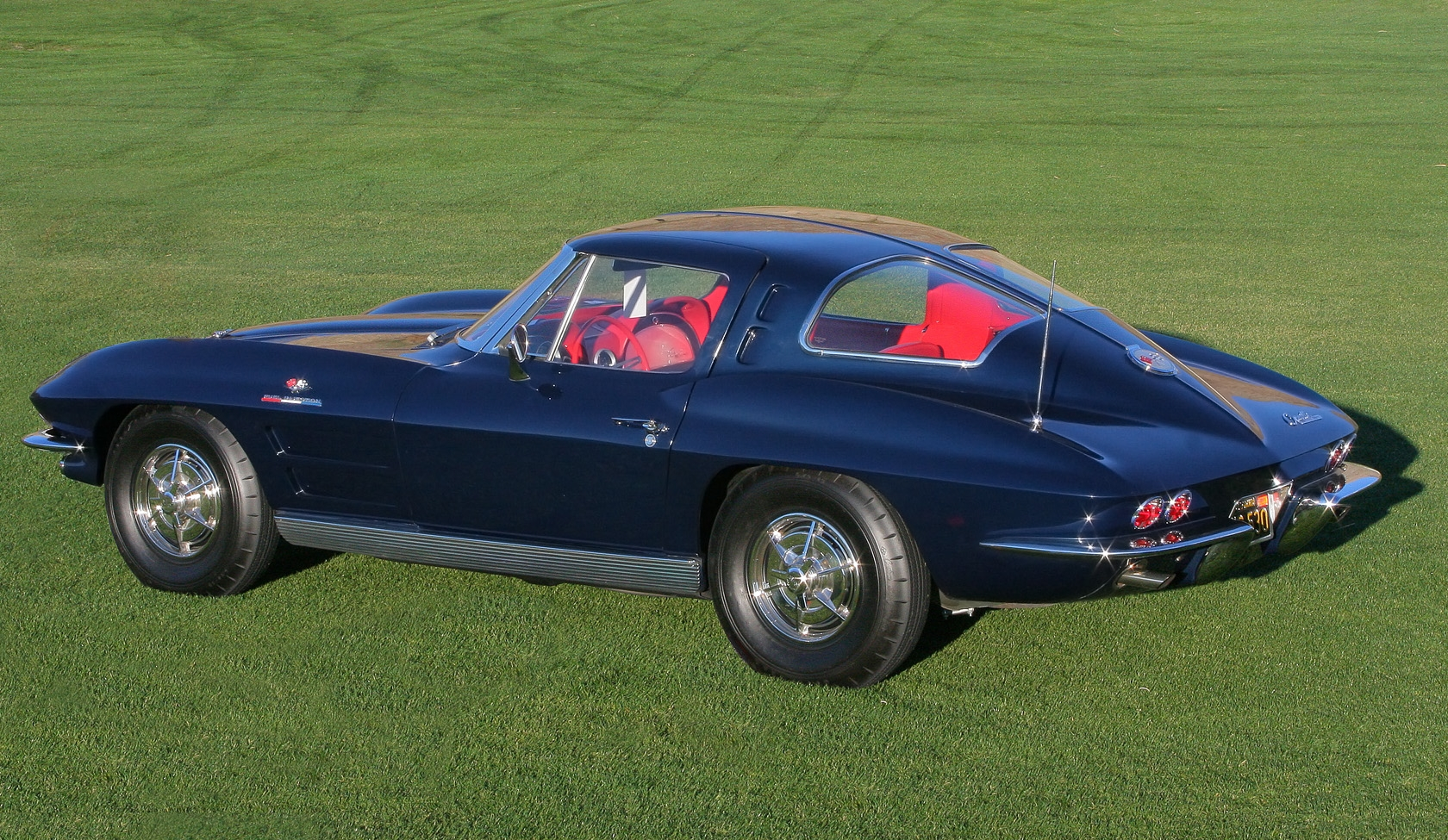
Corvette C2 „Split Window“ (1963)

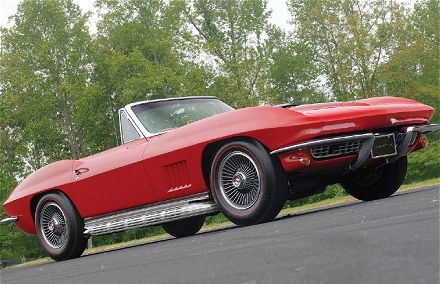
Corvette C2 Convertible (1967)

Begehrt ist das '63er Corvette Coupé, das wegen seiner geteilten Heckscheibe auch „Split Window“ genannt wird. Der Mittelsteg behinderte allerdings die Sicht nach hinten, weswegen ab Modelljahr 1964 eine gewöhnliche einteilige Heckscheibe verwendet wurde, auch wegen der dadurch vereinfachten Fertigung. Lediglich die rund 10.600 Fahrzeuge des 1963er-Jahrgangs besitzen dieses Karosseriedetail.
Die 1963er Corvette C2 Sting Ray „Split-Window“ ist heute sehr gefragt.
Während das Heck von der letzten Corvette C1 (1961–1962) zum Teil übernommen wurde, wurde die restliche Karosserie neu gestaltet. Die „Sting Ray“ war nicht mehr so kurvig und geschwungen wie ihr Vorgänger. Die ausgeprägte Keilform von Front- und Heckpartie ist charakteristisch für diese sogenannten „Sting Ray“-Modelle (Stachelrochen). Die elektromotorisch angetriebenen Klappscheinwerfer und der markante seitliche Karosserieknick auf Höhe der Radhäuser betonen die flache Kontur zusätzlich.
Obgleich der Radstand im Vergleich zur ersten Generation um zehn Zentimeter auf 2,49 Meter schrumpfte, wirkt das C2-Modell langgestreckter als sein Vorgänger. Die Länge war um 10 cm gewachsen und betrug nun 4,45 Meter. Die Breite war mit 1,77 Meter identisch zum Vorgänger, während die Höhe der Karosserie mit 1,26 Metern um 50 mm tiefer als bei der C1 war.
Zum ersten Mal war neben der offenen Version auch ein geschlossenes Coupé erhältlich, dessen Heck sich wie eine Kuppel bogenförmig nach unten spannt. Sowohl beim Convertible als auch beim Coupé war neu, dass es keinen von außen zugänglichen Kofferraum mehr gab, der bei der C1 von 1962 trotz der bereits neuen Heckform der kommenden C2 noch vorhanden war; dieses Detail wurde lange Zeit beibehalten und wurde beim Coupé erst 1984 (C4) und beim Convertible sogar erst 1998 (C5) geändert.
In allen Produktionsjahren der „Sting Ray“ wurde sie immer nur wenig verändert. Die Version 1964 unterscheidet sich vom 1963er Modell, indem die großen Lüftungsschlitze auf der Motorhaube entfielen.
Im Coupe führte GM ein 3-Stufen-Gebläse zur besseren Belüftung des Innenraums ein, das allerdings nur auf der Fahrerseite einen Auslass hatte. Weitere Änderungen im Interieur waren überarbeitete Sitze, ein Kunststoff-Lenkrad mit Walnuss-Imitat und Chromknöpfe an den Innentüren. Von 1964 bis 1967 lieferte die Firma Dow-Smith in Ionia, Michigan, eine Reihe von Corvette-Karosserien.
1965 wurden die zwei waagerecht übereinander angeordneten Lüftungsschlitze in den vorderen Kotflügeln durch drei vertikale Schlitze ersetzt. Der horizontale Frontgrill wurde schwarz lackiert, die äußere Einfassung blieb verchromt. Der Innenraum der C2 wurde im Bereich der Instrumente, der Sitze und der Türverkleidungen (integrierte Armlehnen) überarbeitet. Erstmals konnten seitlich an den Schwellern montiert Auspuffrohre bestellt werden.
Die 1966er Corvette war mit der des Vorjahres fast baugleich. Nur einige marginale Veränderungen in der Ausstattung wie der Corvette-Schriftzug auf der Motorhaube, ein neuer Grill und zum ersten Mal Kopfstützen wurden geboten. Als Aggregate wurden der 300 bhp starke 327 in3 Motor mit 5,4 Litern Hubraum und ein manuelles 3-Gang-Getriebe als Basisausstattung ausgeliefert. Der über die Motorhaube verlaufende Mittelsteg wurde verbreitert und in der letzten Version (1967) mit einem Lüftungsschlitz ergänzt. Die Anzahl der drei Lüftungsschlitze an den vorderen Kotflügeln wurde auf fünf erweitert.

## Fahrwerk
Die zweite wichtige Veränderung war die Einführung der Einzelradaufhängung hinten, welche die alte Starrachse ersetzte. Damit wurde eine Tradition begründet, die sich bis heute fortsetzt. Konkurrenten wie der Jaguar E-Type waren auf dem amerikanischen Markt zwar schon mit Scheibenbremsen angetreten, die Corvette wurde jedoch immer noch durch große Trommeln verzögert, obwohl gesinterte Metallbeschichtungen als Bremshilfe erhältlich waren.
Damit der Sportwagen jedoch neben seiner hervorragenden Beschleunigung auch entsprechend verzögert werden konnte, waren alle Corvette ab 1965 mit effizienten Scheibenbremsen samt 4-Kolben-Sätteln an Vorder- und Hinterachse ausgerüstet. Diese wurden von ACDelco und Chevrolet gemeinsam entwickelt. 1967 debütierte die Zweikreis-Bremsanlage und versprach mehr Sicherheit beim Ausfall eines Systems. Beide Beispiele belegen, wie das dynamische Topmodell den Vorreiter für die anderen Chevrolet-Baureihen spielte, bei denen solche Details schrittweise ebenfalls Einzug in die Serienausstattung hielten. 
Als Option konnte im Modelljahr 1965 noch die Trommelbremsanlage bestellt werden. Allerdings entschieden sich weniger als 20 Käufer für diese Option, die den Kaufpreis des Wagens um 17 US-Dollar verringerte.
Mit der hinteren Einzelradaufhängung an quer liegenden Blattfedern verbirgt sich die größte technische Innovation unter der Bodengruppe. „Die unabhängige Hinterradaufhängung war zusammen mit dem am Rahmen montierten Differenzialgetriebe die grundlegende Voraussetzung, um die exzellenten Fahreigenschaften und das ausgezeichnete Handling zu realisieren“, schrieb der 1955 zum Corvette-Chefingenieur beförderte Zora Arkus-Duntov im Januar des Jahres 1963 an die „Vereinigung der Automobilingenieure“ (SAE).

## Motor
Der 8-Zylinder-V-Motor wurde anfangs vom C1 übernommen. Es war der 5,4-Liter (327 in3) – der sogenannte „Small Block“-Motor – mit einer Leistung zwischen 250 und 360 brutto SAE-HP (kurz bHP), später bis 375 bhp. Mitte des Jahres 1965 wurde der heute legendäre „Big Block“ – ein 425 bhp starker 396 in3 V8-Motor – eingeführt. Erstmals in einer Corvette konnte dieser „Big Block“ dann mit 6,5 Liter Hubraum bestellt werden. Ab dem Jahr 1966 wurde der Hubraum des Motors vergrößert und bot nun sogar 7,0 Liter Hubraum mit einer Leistung von 450 SAE-HP und einem Drehmoment von 544 Nm bei 4000/min.
1967 hatte die Corvette C2 mit L88-Motor beim „24-Stunden-Rennen“ in Le Mans ihr Debüt. Dieser L88 hatte ebenfalls einen Hubraum von 7,0 Litern und Aluminium-Zylinderköpfe. Die Leistung wurde offiziell mit 430 SAE-HP angegeben, realistisch waren 550–600 PS. Dieses Hubraum-„Monster“ war der stärkste jemals erhältliche Motor für den „Sting Ray“.
Da in den USA bis 1972 die Motorleistung jedoch ohne Nebenaggregate wie Lichtmaschine, Wasserpumpe und Kühlerventilator gemessen wurde, sind die HP-Angaben erheblich höher als die gewohnten DIN-PS in Europa.

## Fahrleistungen
Von 0 auf 96 km/h (0–60 mph) beschleunigte das 425-bhp-Modell mit 6,5-Liter-V8-Motor innerhalb von 4,8 Sekunden. Mit einer Höchstgeschwindigkeit von 276 km/h erzielte die zweite Corvette-Generation 1967 einen Geschwindigkeitsrekord in Le Mans. Das dort gefahrene Modell wurde von dem ab 1966 eingeführten 7,0-Liter-„Big Block“ angetrieben.

## C2 Grand Sport

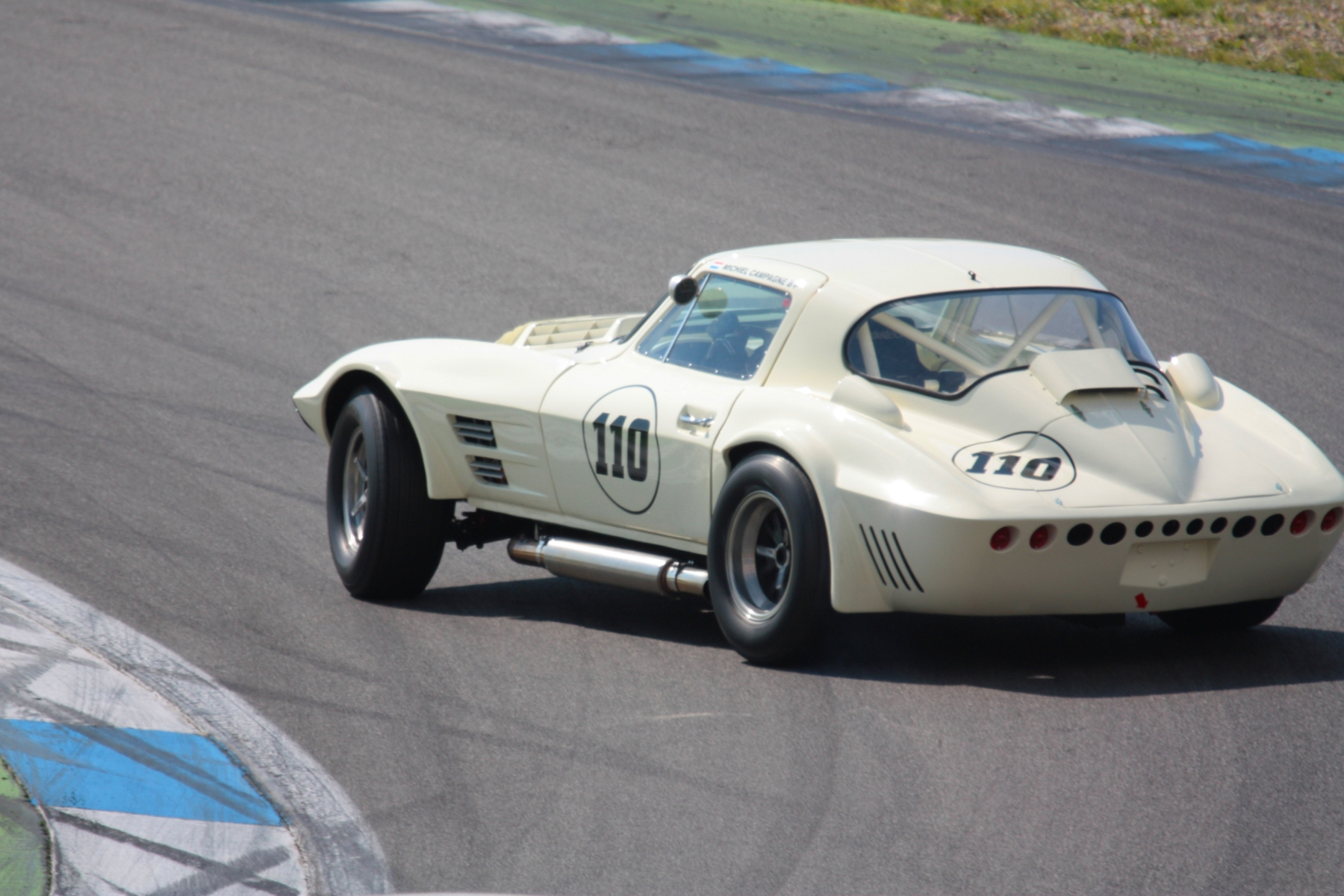
Grand Sport beim Hockenheim Historic 2011

### Fünf Originale
Die sportlichste Version der Corvette C2, genannt Grand Sport („GS“), wurde 1963 von Zora Arkus-Duntov entwickelt. Insgesamt sollten 125 Fahrzeuge zu Homologationszwecken gebaut werden, was dann jedoch von der GM-Leitung unterbunden wurde. So konnten nur fünf Corvette C2 Grand Sport gebaut werden.
Die Corvette „Grand Sport“ erzielte am 24. August 1963 ihren ersten Sieg auf dem Watkins Glen International. Am 6. Dezember konnte Roger Penske bei den „International Bahamas Speed Week“ Rennen in Nassau die Erfolgsstory der „Grand Sport“ in der Prototypen-Klasse mit einem Sieg der „112-mile-Governor's Trophy“ fortsetzen. Zwei weitere Corvette gewannen bei derselben Veranstaltung das „252-Mile-Nassau-Race“ ebenfalls.

### Replika
Ein Nachbau der Chevrolet Corvette Grand Sport wird seit 2009 sowohl in den USA als auch in Südafrika wieder als Replika in Kleinserienproduktion hergestellt. Dieses Modell wird bei der „Duntov Motor Company“ in Farmers Branch, Texas, sowie im südafrikanischen Port Elizabeth von der Hi-Tech Automotive & Superformance unter dem Namen Superformance Corvette Grand Sport hergestellt. Zum Einsatz kommen Ottomotoren des Typs General Motors ZZ4 mit einer Leistung von 257 kW (350 PS).
Diese lizenzierten Nachbauten haben allerdings nichts mit der originalen „Grand Sport“ zu tun, von der nur fünf Stück gebaut wurden.

## C2 Z06
Eine weitere selten georderte Option war der RPO (Regular Production Option) mit der Bezeichnung „Z06“. Diese Ausführung, die lediglich 1963 zur Auswahl stand, trieb den damaligen Kaufpreis um 50 % nach oben, weshalb sich lediglich 199 Käufer für dieses Modell entschieden. Die C2 Z06, welche äußerlich nicht von den regulären Modellen unterschieden werden konnte, hatte unter anderem den 5,4-Liter (327-in3) „Small Block“-V8-Motor mit 360 SAE-PS, der über eine mechanische Benzineinspritzung verfügte, ein sportlicheres Fahrwerk und einen größeren Benzintank. Außerdem erhielt sie Felgen mit Zentralverschluss. Die Optionsbezeichnung „Z06“ kehrte erst mit den späteren Modellen Corvette C5, Corvette C6 und Corvette C7 wieder.

## Pininfarina Rondine

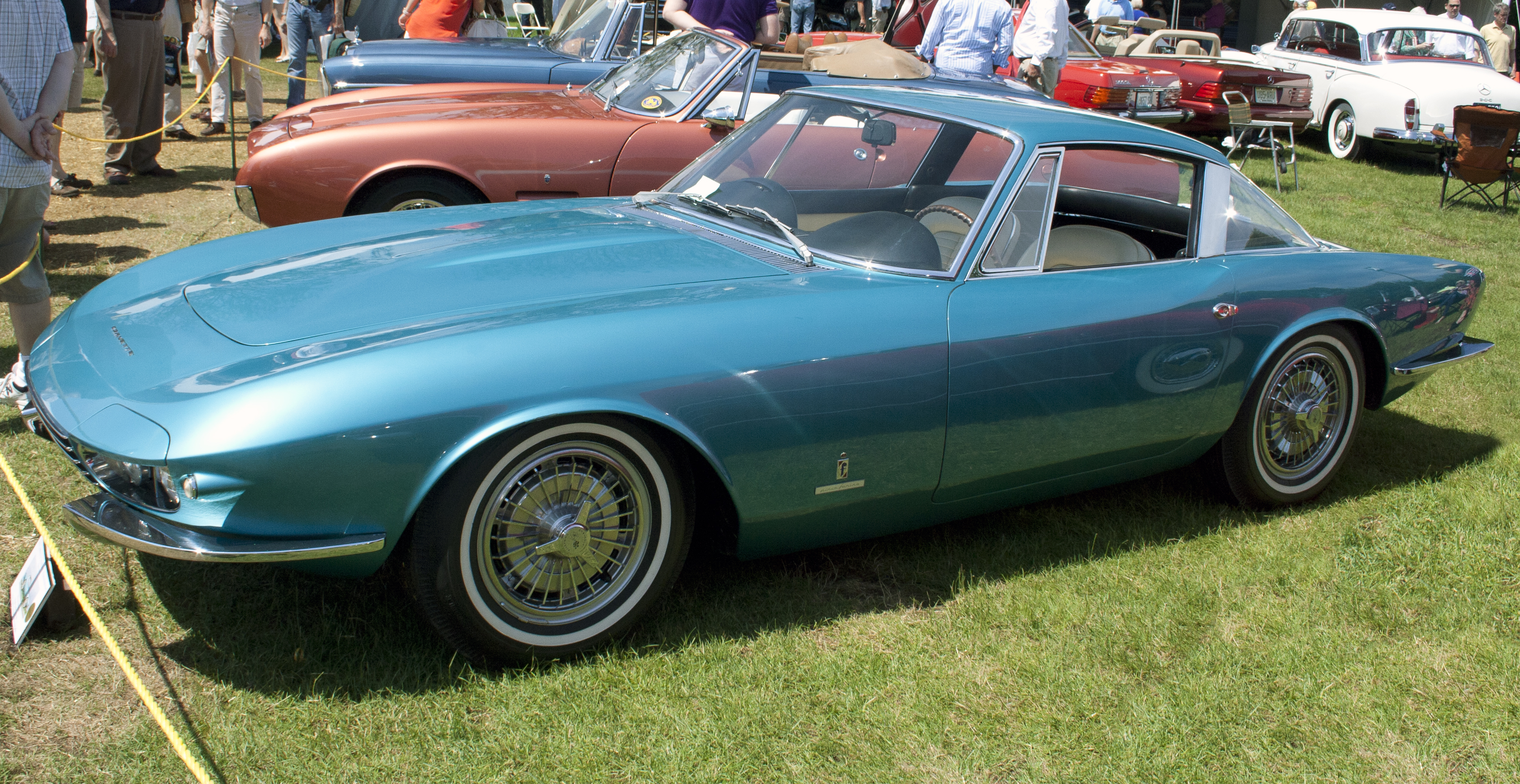
Pininfarina Rondine

1963 schuf das Turiner Designstudio Pininfarina im Auftrag von General Motors auf der Basis des Corvette C2 das Show Car Pininfarina Rondine, das nach den Vorstellungen von Bill Mitchell eine „europäische Interpretation“ der Corvette werden sollte. Der Rondine nutzte das unveränderte Fahrgestell des Corvette C2 und einen serienmäßigen Achtzylinder-V-Motor mit 5358 cm³ Hubraum und einer Leistung von 365 SAE-PS. Der Karosserieentwurf war eine Arbeit von Tom Tjaarda. Die Form ist eigenständig und hat keine Bezüge zur Karosserie des Corvette. Der Rondine beeinflusste keine Serienfahrzeuge von General Motors. Auf seiner Grundlage entwickelte Tjaarda allerdings die Karosserie des Fiat 124 Sport Spider, der ab 1966 in großer Serie hergestellt wurde.